# Кверчапијана V (Кампобасо)
Кверчапијана V је насеље у Италији у округу Кампобасо, региону Молизе.
Према процени из 2011. у насељу је живело 42 становника. Насеље се налази на надморској висини од 748 м.